# Dysstroma morosata
Dysstroma morosata är en fjärilsart som beskrevs av Jacob Hübner och Charles Andreas Geyer 1837. Dysstroma morosata ingår i släktet Dysstroma och familjen mätare. Inga underarter finns listade i Catalogue of Life.